# Mbaqanga

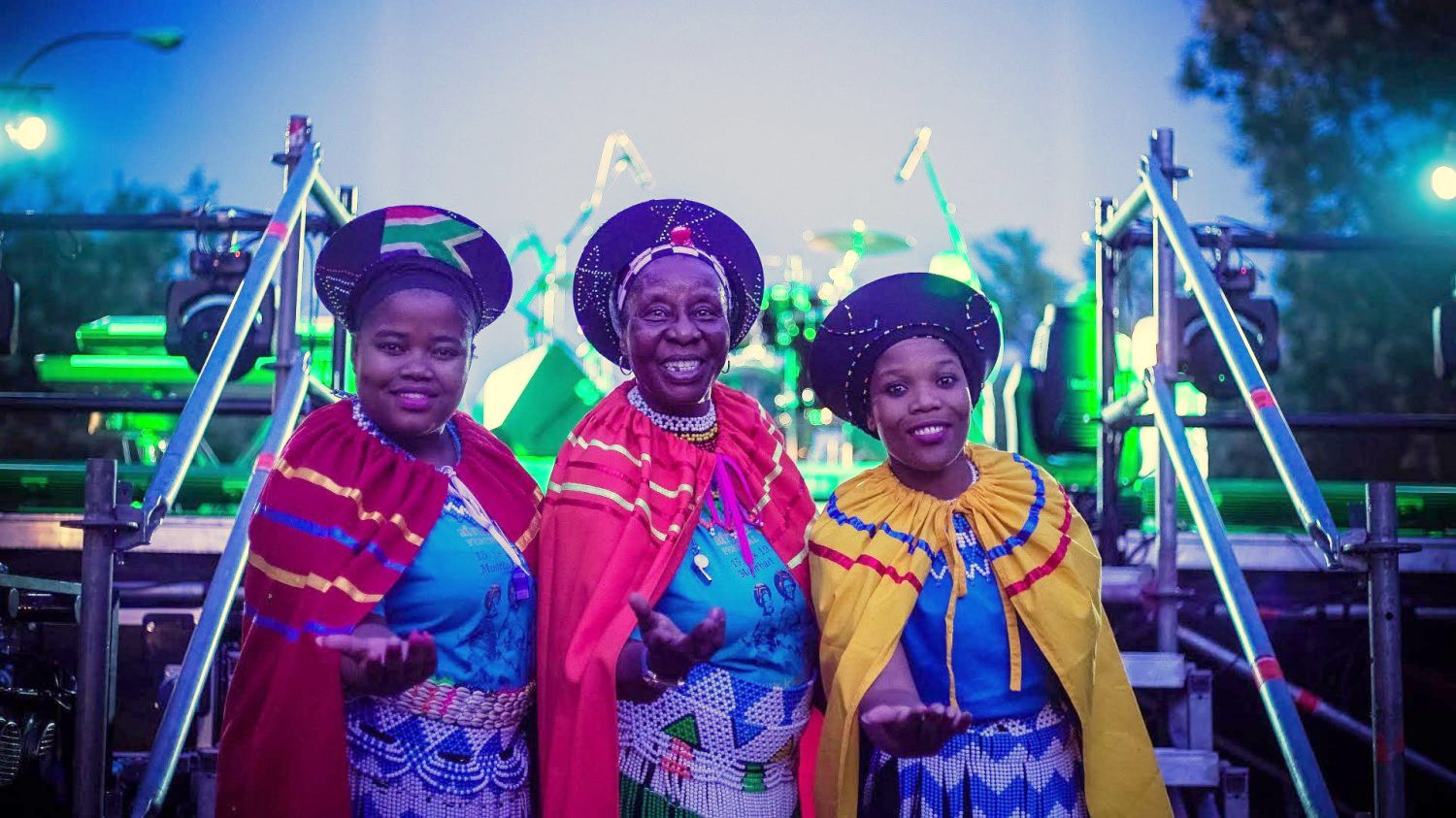
Gruppen Mahotella Queens 2017

Mbaqanga är en musikstil som uppstod i svarta förstäder (townships) i 1960-talets Sydafrika, inspirerad av marabi och kwela, jazz och swing och folkdanser som indlamu. På zulu betyder termen mbaqanga en vardaglig majsmjölsgröt.

## Rupert Bopape
1964 bildade Rupert Bopape det svarta grammofonbolaget Mavuthela Music Company. Han satte också ihop ett eget husband för bolaget, Mavuthela house band - senare känt under namnet Makgona Tsohle Band, bestående av Marks Mankwane, Joseph Makwela, Vivian Ngubane, Lucky Monama och West Nkosi. Denna grupp gjorde mbaqangan känd för en bredare publik.
Bopape värvade också en rad kvinnliga sångare till bolaget och lät dem sjunga ihop i en räcka olika konstellationer, ackompanjerade av Makgona Tsohle Band. Tillsammans med Simon 'Mahlathini' Nkabinde turnerade man runt som Mahlathini and the Mahotella Queens och uppnådde stor popularitet runt om i landet. Miriam Makeba bidrog till att göra musikstilen internationellt känd.

## Ekonomi
Mbaqanga-musiker fick lite pengar. Detta berodde delvis på utnyttjandet av svarta sydafrikanska musiker hemma och utomlands som Mahlathini påpekade. Mbaqangagrupper på 1960-talet hade också svårt att få sändningstid på lokala radiostationer, och var tvungna att uppträda utanför skivbutiker för att locka publik.

## Utveckling
Mbaqanga utvecklades ur sydafrikanska shebeen under 1960-talet. Till exempel dog Simon "Mahlathini" Nkabinde, en av de mest välkända mbaqangasångarna (och utan tvekan den mest berömda mbaqanga "stönaren", med smeknamnet "lejonet från Soweto"), som en fattig man.

## Västerländsk påverkan
Mbaqangas användning av västerländska musikinstrument tillät mbaqanga att utvecklas till en sydafrikansk version av jazz. Musikaliskt indikerade ljudet en blandning mellan västerländsk instrumentering och sydafrikansk sångstil. Många mbaqangaforskare anser att det är resultatet av en koalition mellan marabi och kwela. En sydafrikansk turistwebbplats som sponsras av regeringen beskriver mbaqanga som "den cykliska strukturen av marabi ... med en tung klick amerikanskt storbandsswing kastat ovanpå." Mbaqanga var också ett mycket tidigt forum för svart och vit interaktion i ett segregerat land. Som ett resultat gjorde den "vita nationalistiska regeringen ett slut på denna viktiga era" genom att rasera de townships som stödde mbaqanga som Sophiatown.

## Popularitet
Genren blev populär som ett resultat av radiospelningar från stationer under South African Broadcasting Corporation. Tidiga artister var Miriam Makeba, Dolly Rathebe och Letta Mbulu. Mbaqanga behöll sin popularitet fram till 1980-talet, då den ersattes av sydafrikansk popmusik känd som bubblegum. Bubblegum är en genre starkt influerad av mbaqanga. Ett av få kvarvarande mbaqanga-band är The Cool Crooners. Detta band består av en koalition mellan två rivaliserande band som så småningom slogs samman: The Cool Four och The Golden Delicious Rhythm Crooners.

## Minskande popularitet
Mot slutet av 1970-talet avtog mbaqangan i popularitet, sedan soulen och discon gjort stora landvinningar bland Sydafrikas svarta.
I mitten av 1980-talet upplevde musikstilen dock en renässans i samband med att Paul Simon gästade Sydafrika och producerade albumet Graceland tillsammans med flera kända mbaqangamusiker. Makgona Tsohle Band gjorde en bejublad comeback ihop med Mahlathini och delar av de ursprungliga Mahotella Queens. En av deras stora hits var låten "Mbaqanga".
Band som Juluka nådde samtidigt en ny mbaqangapublik.